# باولو فرونزه
باولو كالياري (1528 – 19 أبريل 1588)، المعروف باسم باولو فيرونيس، رسّام من عصر النهضة في مدينة فينيس في إيطاليا، يشتهر بالرسم القصصي أو التاريخي للدّين وعلم الأساطير، مثل لوحة «حفل زفاف في كانا» (ذا ويدينغ آت كانا) في عام (1563)، ولوحة «العشاء في منزل ليفي» (ذا فييست إن ذا هاوس أوف ليفي) في عام (1573). إلى جانب الرسامَين تيتيان وتينوريتو، يُعتبر فيرونيس واحدًا من «الرسامين الثلاثة الكبار الذين سيطروا على اللوحة الفينيتية لسينيسينتو» وفترة أواخر عصر النهضة في القرن السادس عشر. اشُتهر فيرونيس باسم الرّسام الأسمى، وبعد فترة وجيزة من اتباعه لحركة مانييريزمو الفنية، طوّر فيرونيس أسلوبًا طبيعيًا في الرسم متأثرًا بتيتيان.
تٌعدّ الدوائر القصصية المُفصّلة من أعماله الأكثر شُهرَة، إذ يُنجزها بأسلوب مثير وملّون ومليء بالمناظر المعمارية الفخمة والعظمة المتألقة. وتُعتبر لوحاته الكبيرة الحجم عن الأعياد التوراتية المليئة بالأشكال، والمرسومة لتوضع في قاعات الطعام الخاصة بالأديرة في مدينتي البندقية وفيرونا، ذات شهرة كبيرة مميزة، إذ كان أيضًا رائدًا في رسم الأسقف في البندقية. تبقى معظم هذه الأعمال في موقعها الأصلي، أو على الأقل في مدينة البندقية، إذ تشمل مشاركاته في معظم المتاحف بشكل أساسي، أعمال أصغر حجمًا مثل لوحات البورتريه التي لا تُظهر دائمًا حالاته الأفضل أو الأكثر نموذجية.
كان دائمًا موضع تقدير بسبب «تألقه ألوان لوحة الرسم خاصته، وعظمة وحساسية استخدامه للفرشاة، والأناقة الأرستقراطية لشخصياته، وروعة مشاهده»، لكن عمله لم يكن " يُعبّر عن مواضيع عميقة أو عن الإنسان أو التسامي»، إذ اعتبره النّقاد المعاصرين في كثير من الأحيان الأقل تقديرًا من بين «ثلاثية الرسامين الكبار». ومع ذلك، «يمكن اعتبار العديد من الفنانين الكبار ... من بين المعجبين به، من بينهم روبنز وواتو وتيبولو وديلاكروا ورينوار».

## حياته وأعماله

### ولادته وألقابه
اعتمد فيرونيس اسمه المألوف من مسقط رأسه في فيرونا. يشهد التعداد السكاني في فيرونا أن فيرونيس قد وُلِدَ في وقت ما من عام 1528، كان والده يعمل كنحّات حجر، أو «سبيزابريدا» في لغة البندقية، يدعى غابرييل وزوجته كاترينا. كان فيرونيس طفلهم الخامس. إذ كان من الشائع آنذاك أن تؤخذ الألقاب بحسب مهنة الأب، وبالتالي كان يُعرف فيرونيس باسم باولو سبيزابريدا. ثمّ قام في وقت لاحق بتغيير اسمه إلى باولو كالياري، لأن والدته كانت الابنة غير الشرعية لرجل نبيل يدعى أنطونيو كالياري. وُقعّت أول لوحة معروفة له باسم «بي.كالياري إف» (أول عمل معروف استخدم فيه لقبه»، وبعد استخدام اسم «باولو فيرونيس» لعدة سنوات في البندقية، وبعد حوالي عام 1575، استأنف توقيع لوحاته باسم «باولو كالياري»، أُطلِقَ عليه اسم «باولو فيرونيس» في كثير من الأحيان قبل القرن الماضي وذلك لتمييزه عن رسّام آخر من فيرونا يدعى «أليساندرو فيرونيس»، المعروف الآن باسم أليساندرو تورتشي (1578-1649).

### فترة شبابه
بحلول عام 1541، تدرّب فيرونيس مع أنطونيو باديلي، الذي أصبح لاحقًا والد زوجته، وفي عام 1544 كان متدربًا على يد جيوفاني فرانشيسكو كاروتو؛ إذ كان كلاهما رسامَين رائديَن في فيرونا. تتضمن لوحة رسمها باديلي في عام 1543 ممرات مذهلة والتي كانت على الأرجح أعمال تلميذه البالغ من العمر خمسة عشر عامًا؛ حيث سرعان ما تجاوزت هدايا فيرونيس مستوى العمل، وبحلول عام 1544 لم يعد يقطن مع باديلي. على الرغم من أنه تدرب على ثقافة المانييريزمو التي كانت شائعة في بارما، إلا أنه سرعان ما طوّر عمله إلى استخدام لوحة رسم بألوان أكثر لمعانًا.
في فترة متأخرة من سن المراهقة، رسم أعمال للكنائس الهامة في فيرونا، وفي عام 1551 كُلّفَ من قبل فرع البندقية من عائلة جيوستنياني المعروفة لرسم المعبد في كنيسة سان فرانسيسكو ديلا فيغنا، والتي أُعيدَ بنائها بالكامل بعد ذلك بتصميم جاكوبو سانسوفينو. في ذات العام، عمل على زخرفة لوحة فيلا سورانزو بالقرب من تريفيزو، إلى جانب زميليه فيرونيس جيوفاني باتيستا زيلوتي وأنسيلمو كانيري؛ لكن لم يبقى إلّا أجزاء من اللوحات الجدارية فقط، لكن يبدو أنها كانت من اللوحات التي ساهمت في تأسيس سمعته.
يذكر وصف كارلو ريدولفي بعد ما يقرب قرن، أن أحد الموضوعات الأسطورية كان عائلة داريوس قبل ألكساندر، إذ أنه موضوعًا نادرًا في أرقى معالجات فيرونيس الضخمة للتاريخ العلماني، الموجودة الآن في المتحف الوطني في لندن.
في عام 1552، وكّلَ الكاردينال إركول غونزاغا، العم الأكبر للحاكم غولييلمو غونزاغا، دوق مانتوفا، رسم لوحة لكاتدرائية مانتوفا (وهي الآن معروفة باسم كاين في فرنسا)، والتي رسمها فيرونيس في الموقع. يدون شك، استغلّ وقته في مانتوا في دراسة الأسقف التي كتبها جوليو رومانو؛ لقد كان رسامًا للوحات الجصية السقفية التي كانت علامًة لعمله في بادئ الأمر في البندقية، حيث استقرّ فيها بشكل دائم منذ العام اللاحق.

### البندقية
انتقل فيرونيس إلى البندقية في عام 1553 بعد حصوله على عمولة الدولة الأولى، وهي رسم السقوف على لوحات جصيّة لتزيين (قاعة مجلس العشرة) والقاعة المجاورة (قصر دوغي)، داخل الغرف الجديدة لاستبدال اللوحات التي فُقدت في حريق عام 1547. توجد لوحة «الآلهة جوبيتر يطرد الرذائل» الآن في متحف اللوفر. ثم رسم لوحة «تاريخ استير» في سقف كنيسة سان سيباستيانو (1556-1557). إذ اعتُبرت هذه اللوحات الجدارية إلى جانب اللوحات التي رسمها عام 1557 في مكتبة مارشيانا (والتي حصل من بعدها على جائزة من قِبَل تيتيان وسانسوفينو) هي التي أكّدت على أنه رسّام بارع من بين معاصريه في البندقية. تدلّ هذه الأعمال بالفعل على براعته في عكس قصر منظور شخصيات كوريدجو وبطولة شخصيات مايكل أنجلو.

## وصلات خارجية
- باولو فرونزه على موقع الموسوعة البريطانية (الإنجليزية)
- باولو فرونزه على موقع ميوزك برينز (الإنجليزية)
- باولو فرونزه على موقع إن إن دي بي (الإنجليزية)